# Diamond Glacier (glaciär i Antarktis)
Diamond Glacier är en glaciär i Antarktis. Den ligger i Östantarktis. Australien gör anspråk på området. Diamond Glacier ligger 792 meter över havet.
Terrängen runt Diamond Glacier är huvudsakligen kuperad, men åt sydost är den bergig. Terrängen runt Diamond Glacier sluttar söderut. Trakten är obefolkad. Det finns inga samhällen i närheten. 